# AvTrFlu Piraim (U-29)
O AvTrFlu Piraim (U-29) é um Aviso de Transporte Fluvial (AvTrFlu) da Marinha do Brasil. Piraim que dá nome ao barco é uma ilha fluvial no estado do Mato Grosso.
Adquirido junto ao Serviço de Navegação da Bacia do Plata, em Mato Grosso, foi incorporado à Armada em 10 de fevereiro de 1982. O barco utiliza o lema de Vampiro do Pantanal lembrando o Morcego-vampiro do Pantanal (Diaemus youngi).
Está subordinado ao 6º Distrito Naval (Ladário) e realiza missões em proveito desta Organização Militar, especialmente junto ao Grupamento de Fuzileiros Navais de Ladário (GptFNLa).
O nome Piraim é o acrônimo de Projeto Intensivo de Reaparelhamento de Armas Inteligentes da Marinha. Este projeto incluía a modernização do seu sistema de propulsão, com a substituição dos seus motores diesel convencionais obsoletos.

## Tarefas

Aviso Piraim camuflado durante a operação Cáceres- 2011.

- Transportar até dois Pelotões de Fuzileiros Navais
- Transporta até 10 t de carga
- Patrulha Fluvial
- Polícia Naval
- Reconhecimento de Áreas
- Assistência cívico-social às populações ribeirinhas
- Apoio de saúde às Operações Militares
- Apoio às lanchas patrulhas e às embarcações de desembarque
- Apoio às missões de socorro e salvamento
- Representação em operações no exterior

## Comissões
Em 2010 o Navio realizou as seguintes operações:
Xaraés I a V;
Patrulha Naval;
Parada Naval nas Comemorações da Batalha Naval do Riachuelo;
Adecom (Adestramento para o novo Comandante);
Apoio às Comemorações em homenagem à Nossa Senhora do Carmo em Forte de Coimbra;
Operação NINFA (com a Armada Paraguaia), Adestramento de Fase 3, Operação Quebracho (com o Exército), Operação BRASBOL (com a Armada Boliviana).
No ano de 2011 foi um dos participantes da Operação Cáceres que teve como principal objetivo o incremento no adestramento dos meios.

## Descomissionamento
No dia 28 de Julho de 2015 foi publicada a PORTARIA Nº 315/MB, DE 28 DE JULHO DE 2015 dando baixa do Serviço Ativo da Armada do AvTrFlu Piraim